# 維德克爾村 (阿肯色州)
維德克爾村（英語：Wiederkehr Village）是一個位於美國阿肯色州富蘭克林縣的城市。

## 地理
維德克爾村的座標為35°28′32″N 93°45′27″W / 35.47556°N 93.75750°W，而該地的平均海拔高度為165米（即541英尺）。

## 人口
根據2020年美國人口普查的數據，維德克爾村的面積為11.11平方千米，當中陸地面積為10.98平方千米，而水域面積為0.13平方千米。當地共有人口50人，而人口密度為每平方千米4人。